# Enicmus varendorffi
Enicmus varendorffi is een keversoort uit de familie schimmelkevers (Latridiidae). De wetenschappelijke naam van de soort werd in 1903 gepubliceerd door Edmund Reitter.